# 한국문화진흥
주식회사 한국문화진흥(韓國文化進興, Korea Culture Promotion Inc.)은 1997년 11월 서울특별시에 설립된 제3자 발행형 상품권의 제작 및 판매를 주된 사업으로 하는 기업이다. 대표적인 제품으로 문화상품권이 있으며, 이와 관련된 사이트로 컬쳐랜드를 운영하고 있다.